# Lnica wonna
Lnica wonna (Linaria loeselii Schweigg.) – gatunek roślin należący do rodziny babkowatych (Plantaginaceae). Endemit regionu bałtyckiego rosnący na wydmach nadmorskich.

## Rozmieszczenie geograficzne
Endemit regionu bałtyckiego. Występuje na południowo-wschodnim wybrzeżu Bałtyku. W Polsce rośnie od środkowej części wybrzeża (najdalej na zachód sięga do okolic Mielna) po Mierzeję Wiślaną. Rośnie poza tym na wybrzeżu obwodu królewieckiego (Rosja), Litwy i Łotwy. 
W Polsce rośnie na mierzejach oddzielających jeziora przymorskie (Jamno, Sarbsko, Bukowo i Łebsko) od Bałtyku, w rezerwacie Helskie Wydmy, w kilku miejscach nad Zatoką Gdańską i na Mierzei Wiślanej na odcinku od Krynicy Morskiej po Nową Karczmę (granicę polsko-rosyjską). Najbardziej obfite zasoby gatunku występują w Słowińskim Parku Narodowym.

## Morfologia

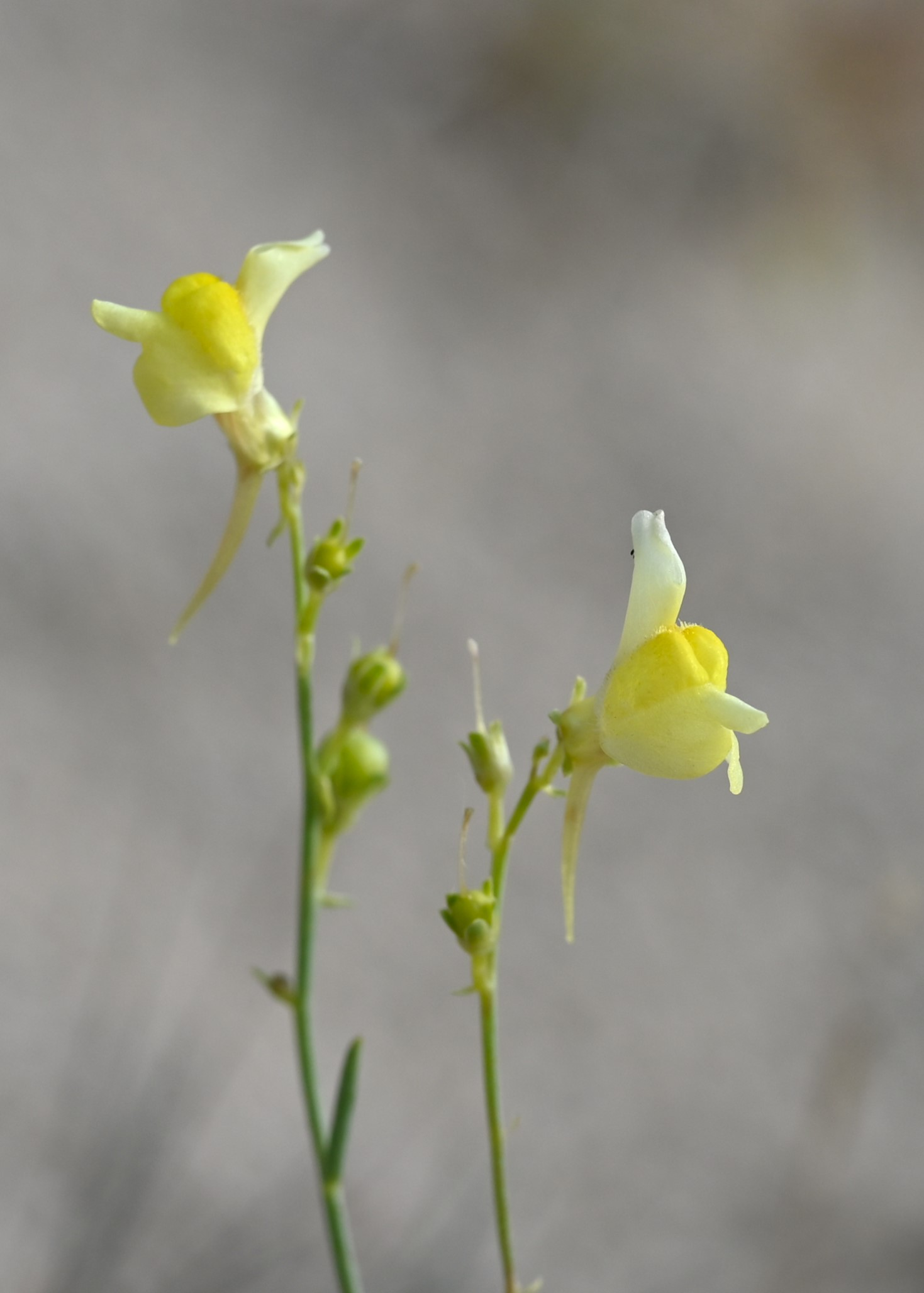
Kwiaty

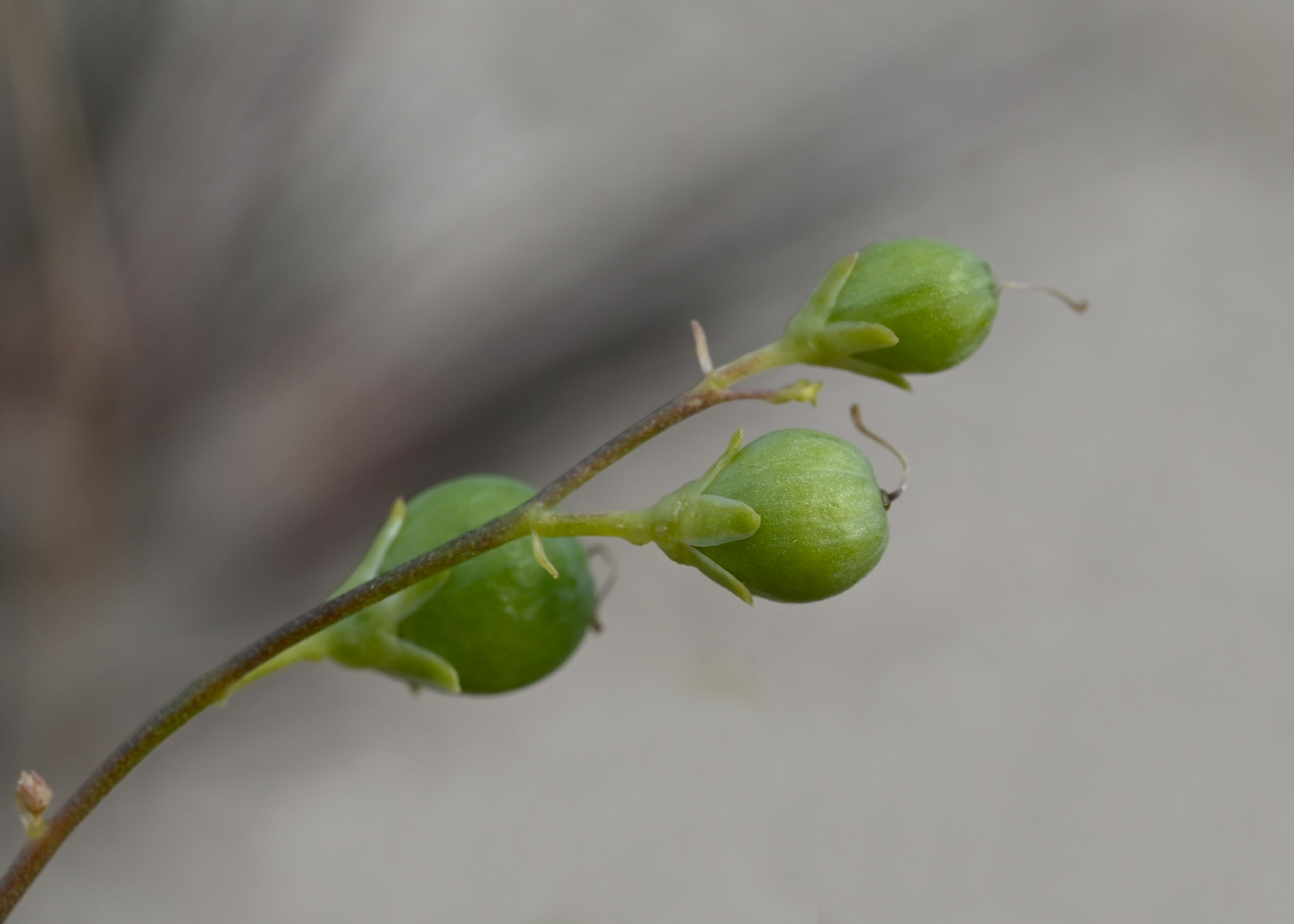
Owoce

PokrójBylina o kruchej, rozgałęzionej, owoszczonej łodydze osiągającej do 50 cm długości. Pędy nadziemne rozwijają się z rozległego systemu cienkich podziemnych rozłogów.
LiścieRównowąskie, ok. 1 mm szerokości, ostre, 3-nerwowe.
KwiatyWonne, zebrane w grono. Korona jasnożółta. Ostroga bladoczerwona, prosta, ok. 8 mm długości.
OwoceTorebka ok. 2 razy dłuższa od działek kielicha.

## Ekologia

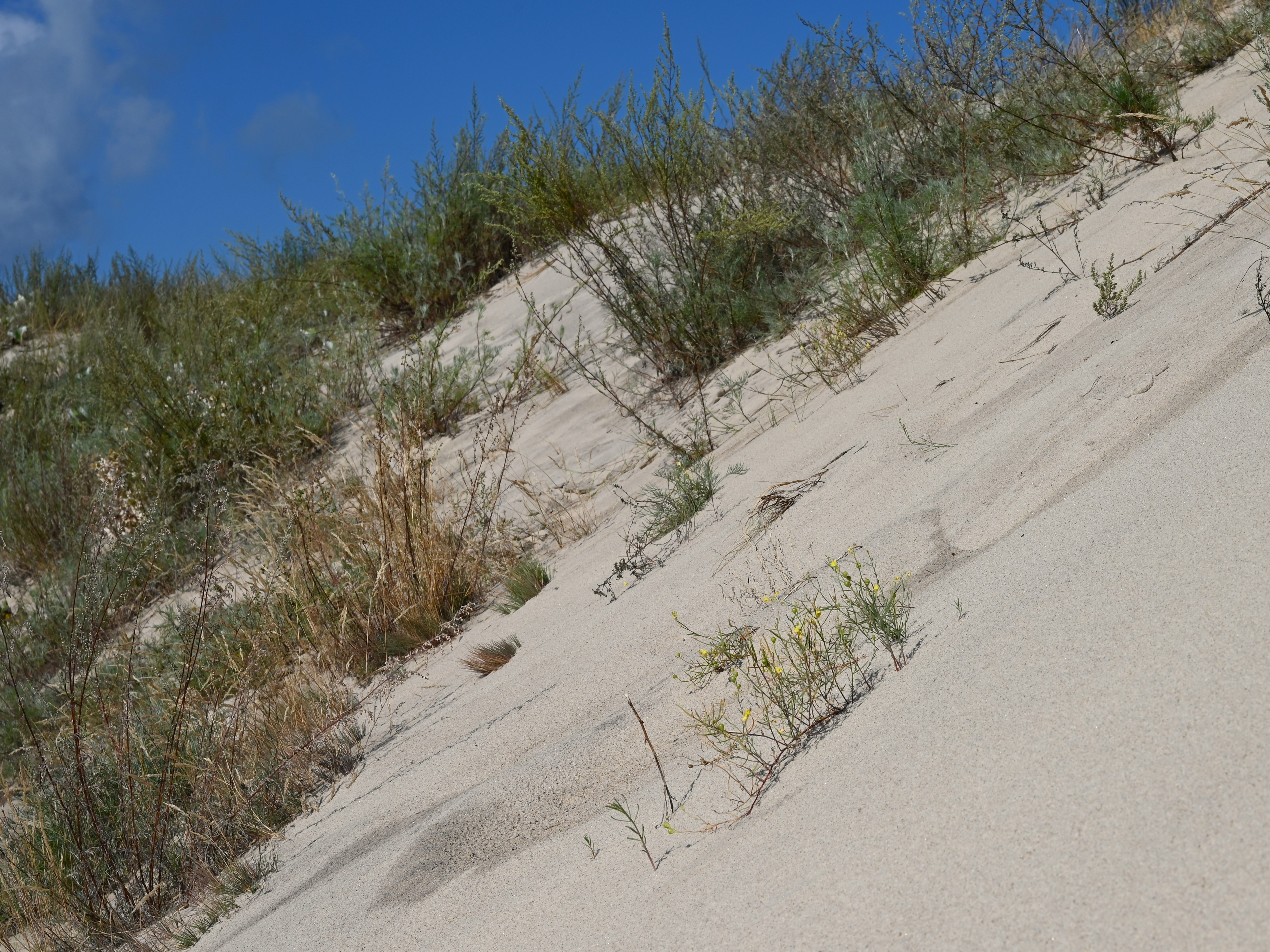
Lnica wonna na wydmie białej koło Jarosławca

Roślina żyjąca na piaszczystym podłożu. W syntaksonomii gatunek charakterystyczny dla All. Ammphilion borealis i wyróżniający dla All. Koelerion albescentis i Ass. Helichryso-Jasionetum litoralis.

## Systematyka
Gatunek w obrębie rodzaju Linaria z sekcji Linaria, w której najbliżej spokrewnionym (siostrzanym) gatunkiem jest Linaria odora (M.Bieb.) Fisch. występująca na obszarze czarnomorsko-kaspijskim. W niektórych ujęciach lnica wonna ujmowana była za podgatunek Linaria odora (Bieb.) Chav. subsp. loeselii (Schweigg) Hartl.

## Zagrożenia i ochrona
Roślina objęta w Polsce ścisłą ochroną gatunkową od 2001 roku.
Kategorie zagrożenia:
- Kategoria zagrożenia w Polsce według Czerwonej listy roślin i grzybów Polski (2006)[14]: V (narażony na wyginięcie); 2016: EN (zagrożony)[15].
- Kategoria zagrożenia w Polsce według Polskiej czerwonej księgi roślin[5]: VU (vulnerable, narażony).